# Karl Frenzel (SS-Mitglied)

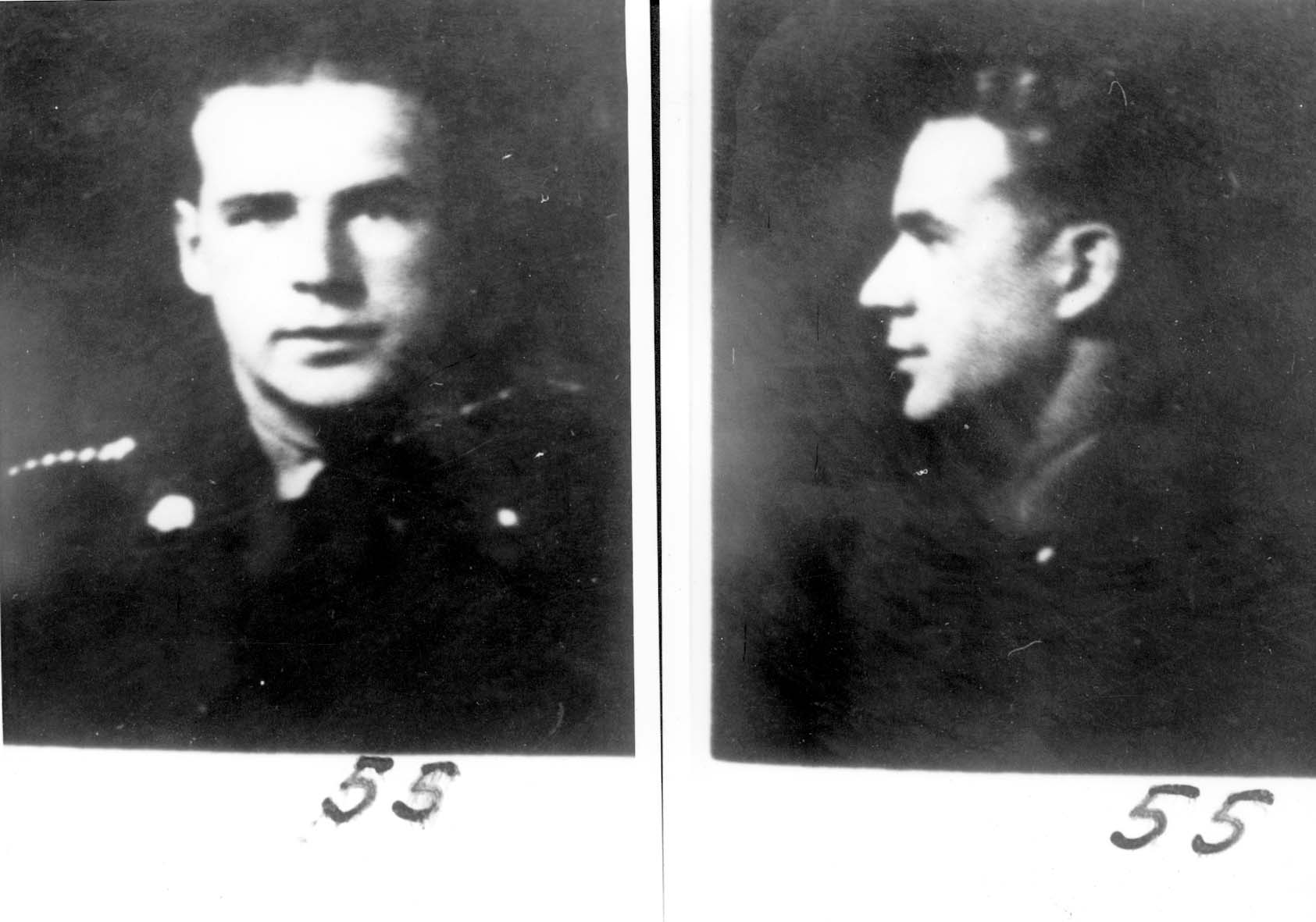
Karl Frenzel

Karl August Wilhelm Frenzel (* 20. August 1911 in Zehdenick; † 2. September 1996 in Garbsen) war SS-Oberscharführer und Kommandant des Lagers I im Vernichtungslager Sobibor.

## Leben
Karl wurde als Sohn des Reichsbahnstellwerkmeisters Otto Frenzel und dessen Frau Minna geboren. Er hatte drei Geschwister, von denen zwei Brüder im Zweiten Weltkrieg fielen. Die Familie lebte in Grüneberg, wo sein Vater arbeitete. Zwischen 1918 und 1926 besuchte er die Volksschule in Oranienburg und absolvierte anschließend in Zehdenick eine Ausbildung zum Zimmermann, die er im Juli 1930 mit der Gesellenprüfung abschloss. Nach einer kurzen Phase der Arbeitslosigkeit war er zwischen Herbst 1930 und Juni 1933 in einer Großfleischerei in Oranienburg beschäftigt. In der Folge war er zunächst Betriebszimmermann in der Grüneberger Metallwarenfabrik, bevor er anschließend bis August 1939 eine Stellung als Hausmeister in der Verwaltung des als Landjahrheim dienenden Schlosses Löwenberg/Mark antrat. Frenzels Ehefrau, die er im Oktober 1934 geheiratet hatte, arbeitete als Buchhalterin in der Verwaltung des Schlosses. Aus der Ehe gingen fünf Kinder hervor.
Frenzel trat zum 1. August 1930 der SA und der NSDAP bei (Mitgliedsnummer 334.948). Im Rahmen der Aktion T4 war er ab Januar 1940 in den Euthanasieanstalten Grafeneck, Hadamar und Bernburg eingesetzt.
Ab 28. August 1942 war Frenzel im Vernichtungslager Sobibor an der „Endlösung“ beteiligt, der systematisch betriebenen, industriellen Ermordung von Millionen Juden sowie Sinti und Roma im Rahmen der Aktion Reinhardt. Ein Häftling wollte sich 1943 durch Aufschneiden der Pulsadern das Leben nehmen, was ihm misslang, er lag in der Baracke im Sterben. Frenzel entschied, kein Jude habe das Recht, sich das Leben zu nehmen, und peitschte den Häftling aus. Dann erschoss er ihn. Beim Gefangenenaufstand am 14. Oktober 1943 sollte Frenzel in die Tischlerbaracke gelockt und von Semjon Rosenfeld erstochen werden, doch schlug dieser Plan fehl. Bei dem folgenden unkoordinierten Ausbruch der 600 Häftlinge feuerte er mit einem Maschinengewehr auf die Flüchtenden.
Nach der Auflösung des Vernichtungslagers Sobibor wurde Frenzel Ende 1943 in die Operationszone Adriatisches Küstenland zur Sonderabteilung Einsatz R nach Triest versetzt, die der „Judenvernichtung“, der Konfiszierung jüdischen Vermögens und der Partisanenbekämpfung diente.
Nach Kriegsende wurde er von der US-Army festgenommen und in einem Kriegsgefangenenlager nahe München interniert, aus dem er Ende November 1945 entlassen wurde. Später arbeitete er im Filmatelier Göttingen.
Am 20. Dezember 1966 wurde er für neun Morde an internierten Juden und für seine weitere Teilnahme an dem Mord an 150.000 Lagerinsassen als Kommandant des Vernichtungslagers von Sobibór Nr. I vom Landgericht Hagen im Sobibor-Prozess zu lebenslanger Haft verurteilt. Im Jahr 1982 wurde seine lebenslange Freiheitsstrafe aufgrund einer Formsache nach einem Revisionsverfahren zunächst aufgehoben. Im Jahr 1983 konfrontierte ihn der Sobibór-Überlebende Thomas Blatt mit seiner Vergangenheit und versuchte in einem Gespräch Frenzels Motiven nachzugehen.
1985 wurde Frenzel erneut zu lebenslanger Haft verurteilt. Aufgrund seines schlechten Gesundheitszustandes wurde die Strafe jedoch erlassen. Frenzel lebte bis zu seinem Tod 1996 in einem Altenheim nahe Hannover.

## Filme
- In dem britisch-jugoslawischen Film Flucht aus Sobibor (Escape from Sobibor) wurde Karl Frenzel von Kurt Raab gespielt.
- In dem russischen Film SOBIBOR (2018) wurde Karl Frenzel von Christopher Lambert gespielt.